# Xã Emerald, Quận Faribault, Minnesota
Xã Emerald (tiếng Anh: Emerald Township) là một xã thuộc quận Faribault, tiểu bang Minnesota, Hoa Kỳ. Năm 2010, dân số của xã này là 222 người.